# Осми конгрес на ВМРО
Осмият общ конгрес на ВМРО се провежда от 11 до 15 април 1932 година в село Тросково, Горноджумайско. Одобрен е доклад за дейността ВМРО през 1928 - 1932 година. За членове на новия Централен комитет са избрани Иван Михайлов, Владимир Куртев и Георги Настев, а за резервни членове - Кирил Дрангов, Михаил Монев и Йордан Чкатров. На конгреса се сключва спогодба за съвместни действия с хърватското и албанското националноосвободително движение против асимилаторската политика на сърбите. Също така е констатирано, че са останали без отговор изпратените петиции до ОН и Великите сили. Конгресът също така настоява за преследването и наказването на виновниците за убийството на Тодор Александров.